# Grigorij Evseevič Zinov'ev
Grigòrij Evsèevič Zinòv'ev, pseudonimo di Hirsch Apfelbaum (in russo Григорий Евсеевич Зиновьев?; Elisavetgrad, 23 settembre 1883, 11 settembre del calendario giuliano – Mosca, 25 agosto 1936), è stato un rivoluzionario e politico sovietico.

## Biografia
Nacque a Elisavetgrad (oggi Kropyvnyc'kyj), allora parte dell'Impero russo, in una famiglia della piccola borghesia ebraica. Il padre Aròn Radomýsl'skij, proprietario di un caseificio, lo fece istruire privatamente. A 15 anni iniziò a lavorare come insegnante.
Partecipò attivamente agli scioperi del 1900-1901. Nel 1901 si unì al Partito operaio socialdemocratico russo. Espatriò nel 1902: visse a Berlino, a Parigi, dove si iscrisse all'università e studiò filosofia, letteratura e storia. All'inizio del 1903 incontrò Lenin e Plechanov a Berna e ad agosto partecipò al secondo congresso del partito socialdemocratico russo a Londra, quello della spaccatura tra bolscevichi e menscevichi. Zinov'ev si unì alla fazione di Lenin. Subito dopo il congresso fu inviato dal partito in Ucraina, dove svolse attività di propaganda.
Nel 1904, ammalato, tornò a Berna e si iscrisse alla facoltà di chimica. Nel 1905 era di nuovo in Russia. Dopo un breve ritorno in Svizzera, nel 1906 era uno dei dirigenti bolscevichi più importanti e più attivi a Pietroburgo; svolgeva attività di agitazione tra i metalmeccanici, dai quali fu mandato come delegato al quinto congresso del partito a Londra, nel maggio del 1907, dove venne eletto per la prima volta nel Comitato centrale, secondo a Lenin quanto a numero di voti.

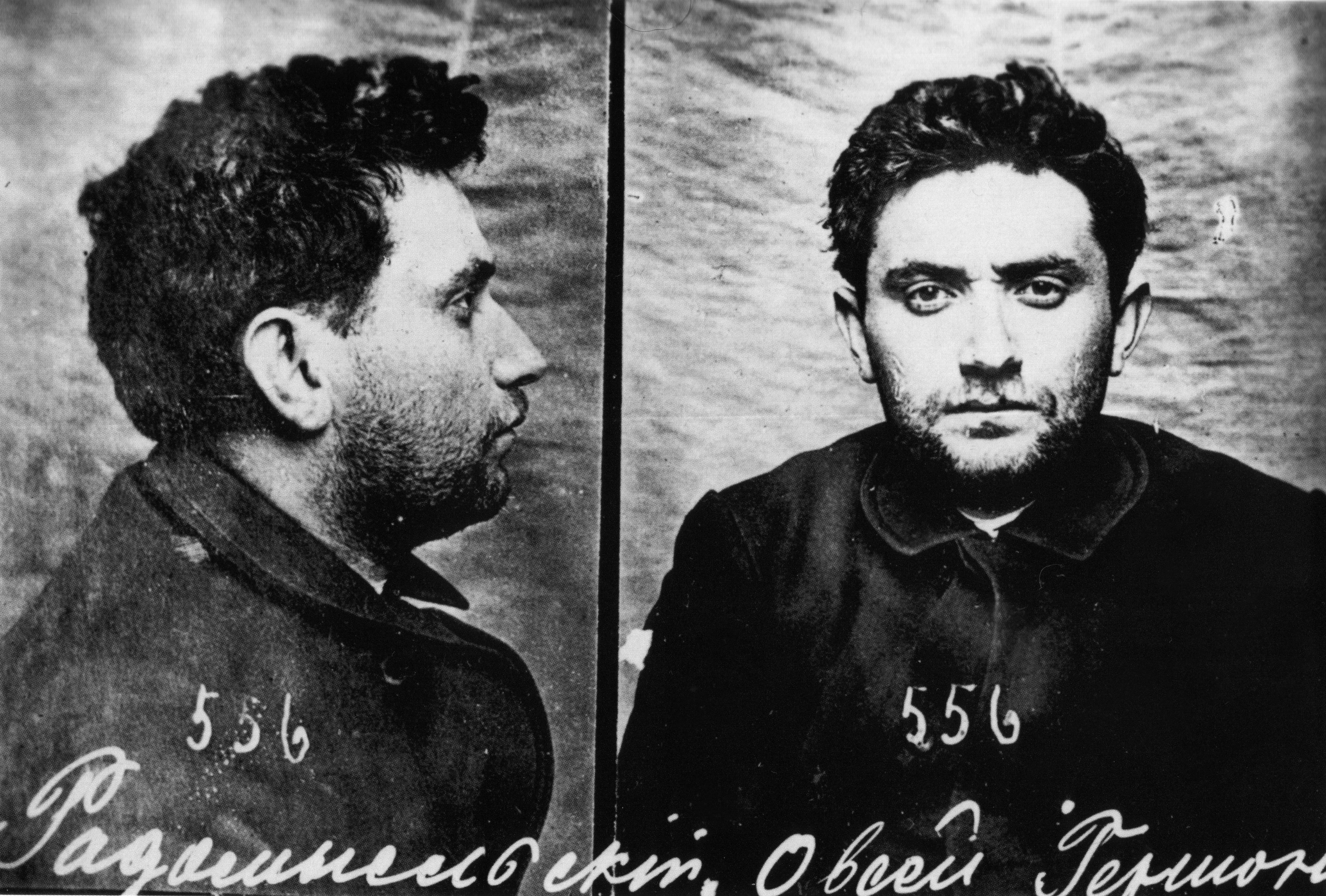
Foto segnaletica di Zinov'ev della polizia zarista (1908)

Di nuovo in Russia, diresse i giornali clandestini Avanti e Il Proletario. Nel 1908 fu arrestato e rilasciato dopo tre mesi a causa delle cattive condizioni di salute. Tornato in Svizzera, vi ritrovò Lenin di cui divenne il più stretto collaboratore e col quale si spostò in Galizia. Nel 1910 con Lenin sostenne la tesi contraria alla riunificazione tra bolscevichi e menscevichi.
Nel 1911 tenne lezioni nella scuola per gli operai a Longjumeau, vicino a Parigi.

### Rivoluzione d'ottobre
Nel 1917, allo scoppio della Rivoluzione di febbraio, ritornò in Russia insieme a Lenin e ad altri espatriati attraversando la Germania nel famoso treno blindato. Quando fu emesso mandato di cattura contro i bolscevichi, si nascose in Finlandia con Lenin. 
Si oppose pubblicamente, con Kamenev, Rykov e altri, all'insurrezione di ottobre, preferendo un'alleanza con gli altri partiti socialisti in vista delle elezioni per l'Assemblea costituente. Nei giorni seguenti fu delegato, insieme a Kamenev, a cercare un accordo con gli altri partiti socialisti. La trattativa fallì, ma Zinov'ev e Kamenev vennero perdonati dal partito per le loro esitazioni nei giorni della rivolta e riammessi alle cariche più importanti. Nel dicembre 1917, infatti, Zinov'ev successe a Trockij come Presidente del Soviet di Leningrado.

### Triumvirato

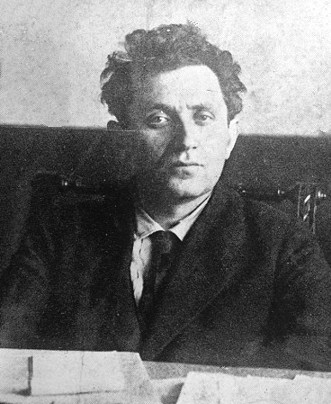
Zinov'ev nel 1922

Tra il 1918 e il 1926 fu uno dei politici più potenti dell'Unione Sovietica. Era al capo dei Soviet di Pietrogrado, sia quello cittadino che quello regionale. 
Nel marzo 1919 divenne presidente dell'Comitato esecutivo dell'Internazionale Comunista e anche direttore dell'omonimo organo di stampa. Si schierò con Stalin contro Trockij, e alla morte di Lenin formò il cosiddetto triumvirato con Kamenev e Stalin. Le divergenze politiche con Stalin, insieme all'enorme accumulo di potere personale da parte di quest'ultimo, portarono alla rottura dell'alleanza. Zinòv'ev e Kàmenev organizzarono l'opposizione a Stalin. Il loro punto di forza era rappresentato dalla città di Leningrado, dove la frazione di Zinov'ev aveva moltissimi sostenitori, ma l'opposizione venne sconfitta al quattordicesimo congresso del partito tenutosi nel 1925.

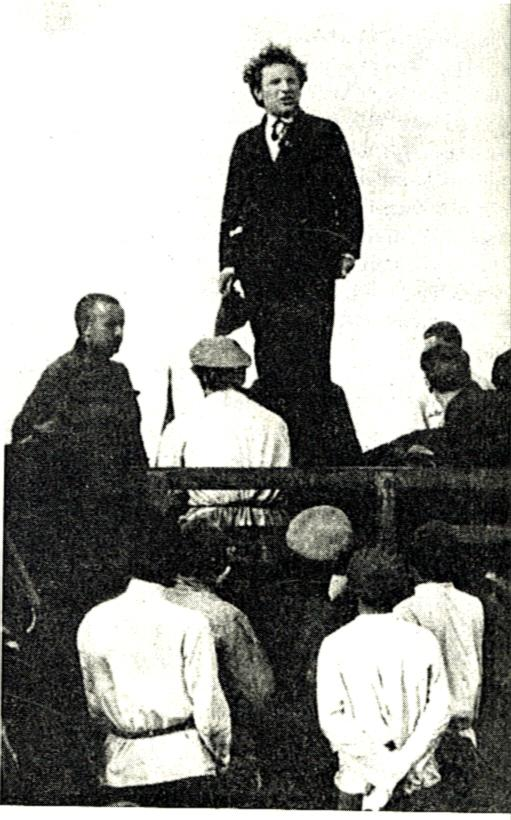
Zinov'ev impegnato in un comizio

A questo punto Zinov'ev e Kamenev si allearono con Trockij costruendo il blocco della nuova opposizione. Nel luglio 1926 fu sostituito da Nikolaj Buchàrin alla guida dell'Internazionale comunista.
Anche questa volta vennero sconfitti dalla fazione staliniana nel quindicesimo congresso del partito nel 1927 ed espulsi dal partito. Nel 1928, dopo pubblica «autocritica», Zinov'ev e Kamenev furono riammessi nel partito, ma ottennero incarichi di scarsa rilevanza politica nei ranghi bassi della burocrazia. Nell'estate di quell'anno Zinov'ev e Kamenev vennero coinvolti nel progetto di una fazione antistaliniana. Kamenev aveva accettato un incontro segreto con Bucharin, allora in rotta di collisione con Stalin. L'incontro fu verbalizzato e presto pubblicato dai trozkisti che ne erano entrati in possesso. L'immagine che Bucharin tratteggiava era terribile: Stalin era paragonato a Gengis Khan. L'ultima operazione politica autonoma di Zinov'ev (e Kamenev) fu, nel corso del 1932, il tentativo di unificare tutte le opposizioni per sostituire la leadership in Unione Sovietica.
Nell'ottobre del 1932 venne di nuovo espulso dal partito ed esiliato a Qostanày, mentre Kamenev fu relegato a Minusìnsk, per aver conosciuto, seppur non rivelandolo, la «piattaforma Rjutin», un documento elaborato dal bolscevico Martem'jàn Rjùtin, il quale aveva denunciato il clima intollerabile esistente nel partito e la necessità di deporre Stalin. L'8 gennaio del 1933 scrisse una lettera di pentimento a Stalin in cui riconosceva la sua colpevolezza davanti al partito e criticava l'opposizione, e il 20 maggio pubblicò con Kamenev una lettera di pentimento resa pubblica. Tornati dall'esilio, il 14 dicembre Zinov'ev e Kamenev vennero riammessi nel partito. Nel 1934 fu associato alla redazione de Il Bolscevico, ma dopo qualche mese Stalin lo fece licenziare. Il 16 dicembre fu arrestato con l'accusa di aver partecipato all'assassinio di Kirov e condannato a dieci anni per "complicità morale".
Dal 19 al 28 agosto 1936 fu tra i principali imputati nel "processo dei sedici".

### Processo dei sedici (1935–36)

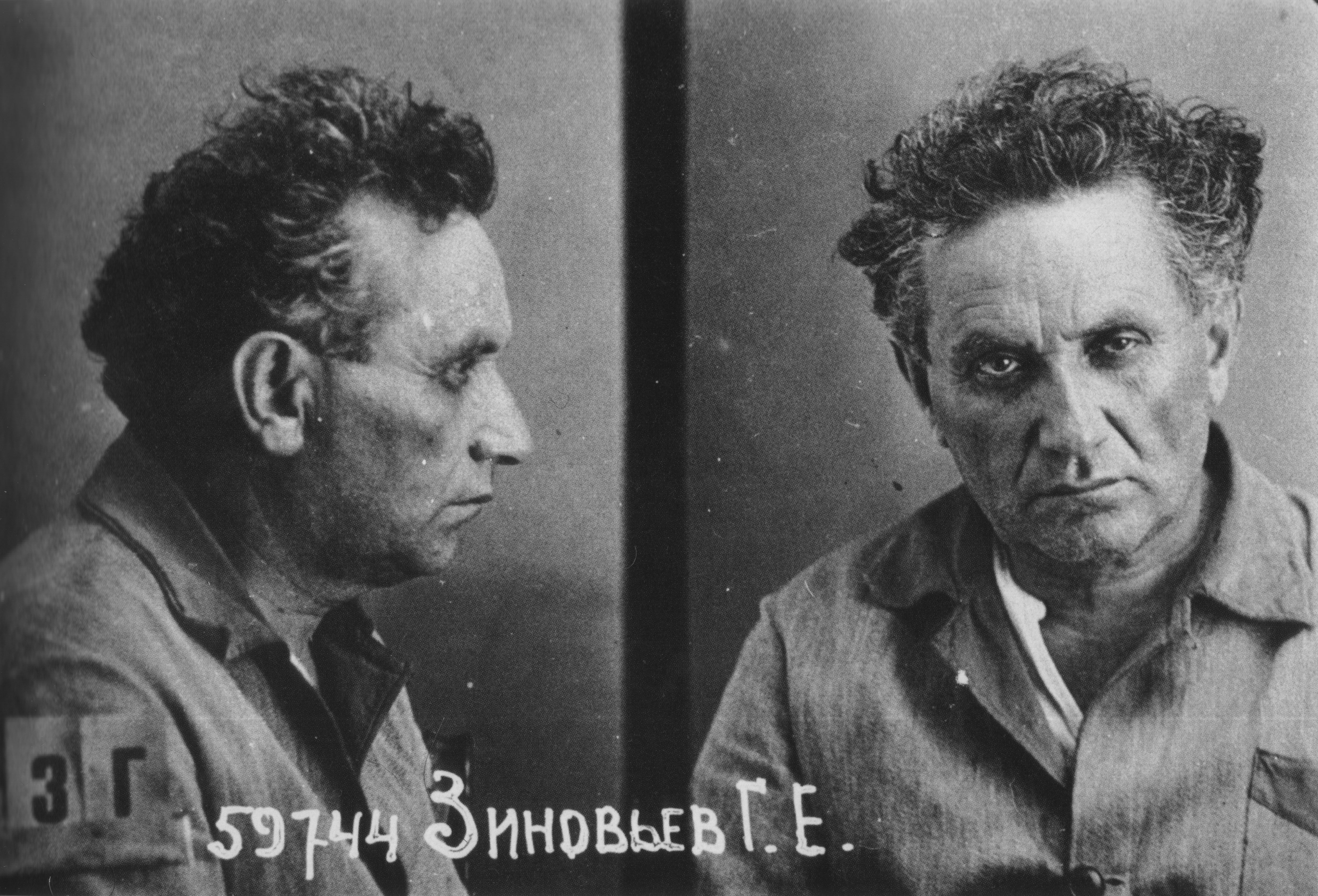
Foto segnaletiche di Zinov'ev, scattate dall'NKVD dopo il suo arresto nel 1936

A seguito dell'omicidio di Sergèi Kìrov avvenuto il 1º dicembre 1934 (e che servì da evento scatenante delle "Grandi purghe"), Zinov'ev, Kamenev e i loro collaboratori più stretti furono nuovamente espulsi dal Partito e arrestati. Il processo ebbe luogo nel gennaio 1935 e Zinov'ev fu costretto ad ammettere la "complicità morale" nell'assassinio di Kirov. Venne condannato a dieci anni di carcere, i suoi seguaci a varie pene detentive.
Nell'agosto 1936, dopo mesi di accurata preparazione ed incessanti interrogatori in carcere effettuati dalla polizia segreta, Zinov'ev, Kamenev ed altri quattordici imputati, per la maggior parte vecchi bolscevichi, furono nuovamente messi sotto processo. Questa volta le accuse includevano anche quella di aver tentato di formare un'organizzazione terroristica che, oltre ad aver ucciso Kirov, progettava anche di assassinare Stalin ed altri leader sovietici. Il cosiddetto "processo dei sedici" (o "del centro trockista-zinovievista") fu il primo dei "grandi processi di Mosca" e pose le basi per i successivi processi nei quali molti dei bolscevichi della prima ora confessarono vari crimini, inclusi spionaggio, tentativi di avvelenamento, sabotaggio e altro. Gli altri imputati furono giudicati colpevoli il 24 agosto 1936. Zinov'ev fu condannato a morte per fucilazione.

### La fucilazione
Prima del processo Zinov'ev e Kamenev avevano acconsentito a dichiararsi colpevoli in cambio della promessa di non essere giustiziati e di veder salve le rispettive famiglie, condizione accettata da Stalin. Contrariamente agli accordi, poche ore dopo la loro condanna Stalin ordinò l'esecuzione dei due. La mattina del 25 agosto Zinov'ev e Kamenev furono giustiziati. Varie fonti affermano che Zinov'ev, quando capì che sarebbe stato fucilato, implorò in ginocchio di essere risparmiato, mentre il più stoico Kamenev mantenne un contegno più decoroso e disse a Zinov'ev di calmarsi e di morire con dignità. Zinov'ev fece tale resistenza alle guardie che queste, invece di portarlo davanti al plotone di esecuzione, lo condussero in una cella lì vicina e gli spararono lì.
Secondo lo storico Robert Conquest, il 20 dicembre 1936, in occasione nell'anniversario della fondazione della polizia segreta, Stalin diede un banchetto in onore dei dirigenti della NKVD, durante il quale si dice che Karl Viktorovič Pauker, capo del dipartimento operativo della NKVD, ebbro di alcol, sorretto da altri due funzionari, recitò per Stalin la parte di Zinov'ev al momento dell'esecuzione irridendolo per il comportamento poco dignitoso tenuto di fronte alla morte. Stalin si divertì moltissimo e rise fragorosamente, mentre Pauker imitava il tono supplichevole del condannato mentre gridava in ginocchio: «Ti prego, compagno, per amor di Dio, chiama Iòsif Vissariònovič!».
L'esecuzione di Zinov'ev, Kamenev e dei loro complici fu un evento sensazionale in Unione Sovietica ed ebbe ampia risonanza internazionale, aprendo la strada agli arresti di massa e alle esecuzioni del "Grande Terrore" del 1937-1938.
Zinov'ev e gli altri accusati furono riabilitati con la glasnost di Gorbačëv, nel 1988.